# Monaster Opieki Matki Bożej w Turkowicach
Monaster Opieki Matki Bożej – żeński klasztor prawosławny w Turkowicach, w diecezji lubelsko-chełmskiej Polskiego Autokefalicznego Kościoła Prawosławnego.
Powstał w 1903 jako jeden z monasterów niekontemplacyjnych założonych w zachodnich eparchiach Rosyjskiego Kościoła Prawosławnego przy wsparciu cara Mikołaja II i jego żony Aleksandry Fiodorowny. Na miejsce budowy monasteru wybrano Turkowice z uwagi na istniejący wśród miejscowej ludności ukraińskiej kult Turkowickiej Ikony Matki Bożej. Mniszki zajmowały się głównie pracą społeczną: prowadziły szkoły, szpital, aptekę oraz sierociniec. Klasztor został powołany również w celu wzmacniania wpływów prawosławia oraz kultury rosyjskiej na ziemiach wcielonych do Imperium Rosyjskiego na mocy rozbiorów Polski. Był również ważnym celem pielgrzymkowym. Działał do wyjazdu zakonnic na bieżeństwo, z którego większość nie wróciła.
W dwudziestoleciu międzywojennym Polski Autokefaliczny Kościół Prawosławny bezskutecznie starał się o restytucję klasztoru. Kilka mniszek, które powróciły z Rosji, zamieszkały najpierw we wsi, a następnie w pobliskim Sahryniu. W budynkach monasteru działały natomiast instytucje dobroczynne prowadzone przez siostry służebniczki, zaś po ich likwidacji w PRL − szkoła rolnicza. Sobór monasterski został rozebrany w latach 20. XX wieku, zaś drugą klasztorną świątynię zaadaptowano na cele świeckie.
Wykupienie dawnego domu, w którym przyjmowano pielgrzymów, przez prawosławną diecezję lubelsko-chełmską pozwoliło na reaktywację klasztoru, dokonaną w 2008 dekretem arcybiskupa Abla. Pozostałe obiekty pomonasterskie od 2013 są nieużytkowane. Monaster jest ośrodkiem kultu Turkowickiej Ikony Matki Bożej oraz mniszki Paraskiewy, która żyła w nim w latach 1912–1915.
Od 2019 r. monasterowi turkowickiemu podlega skit św. Mikołaja Cudotwórcy w Holeszowie.

## Historia

### Korzenie życia monastycznego w Turkowicach
Nie wiadomo, kiedy na terenie dzisiejszej wsi Turkowice została założona pierwsza wspólnota monastyczna. Według legendy, kiedy książę Władysław Opolczyk wywoził Częstochowską Ikonę Matki Bożej z Bełzu na Jasną Górę, zatrzymał się w okolicach Turkowic, by odpocząć. Gdy chciał odjechać, konie nie mogły pociągnąć wozu, na którym znajdował się cudowny obraz. Dopiero po zdwojeniu wysiłków orszak opuścił miejsce postoju. Natomiast w miejscu, gdzie stał wóz, pojawiło się światło, w którym wyraźna była twarz Maryi. Przeniosła się ona samoistnie na płótno, tworząc uznaną za cudowną Turkowicką Ikonę Matki Bożej.
Prawosławna ludność zamieszkująca te okolice wzniosła na miejscu cerkiew. Zdaniem prawosławnych autorów rozwinął się przy niej męski monaster. Data jego powstania jest nieustalona. Według tej wersji po podpisaniu w 1596 unii brzeskiej mnisi zaakceptowali jej postanowienia, przyłączając się do zakonu bazylianów. Nie nastąpiło to jednak natychmiast po zawarciu unii, a najwcześniej w II połowie XVII w.. W 1749 monaster został zamknięty na polecenie biskupa unickiego. Natomiast Andrzej Gil dowodzi, że nie ma dowodów na średniowieczny rodowód kultu Turkowickiej Ikony Matki Bożej, ani na istnienie prawosławnej wspólnoty monastycznej w miejscowości. Jego zdaniem monaster bazyliański, powstały w pierwszej połowie XVIII w. i działający przez kilkadziesiąt lat, był pierwszym klasztorem w tej miejscowości, wtedy też utworzono w Turkowicach unicką parafię. Według ks. Krzysztofa Grzesiaka legenda o Turkowickiej Ikonie Matki Bożej powstała na początku XX w., by służyć jako uzasadnienie dla utworzenia z fundacji rosyjskiej prawosławnego monasteru.

### Powstanie i działalność klasztoru żeńskiego

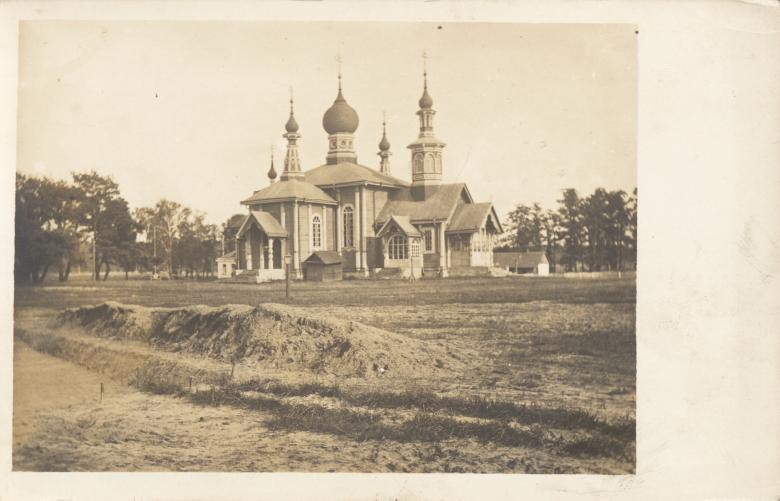
Monaster w Turkowicach w 1916

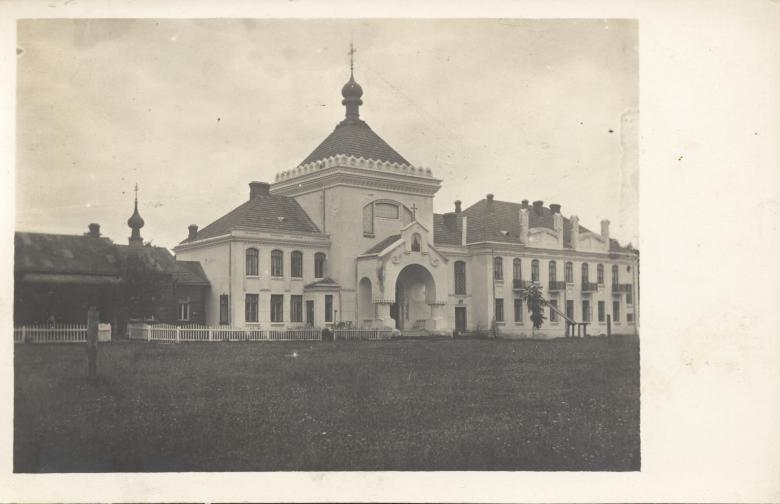
Widok na jeden z budynków monasterskich z cerkwią św. Eufrozyny Połockiej. Pocztówka rosyjska z 1910

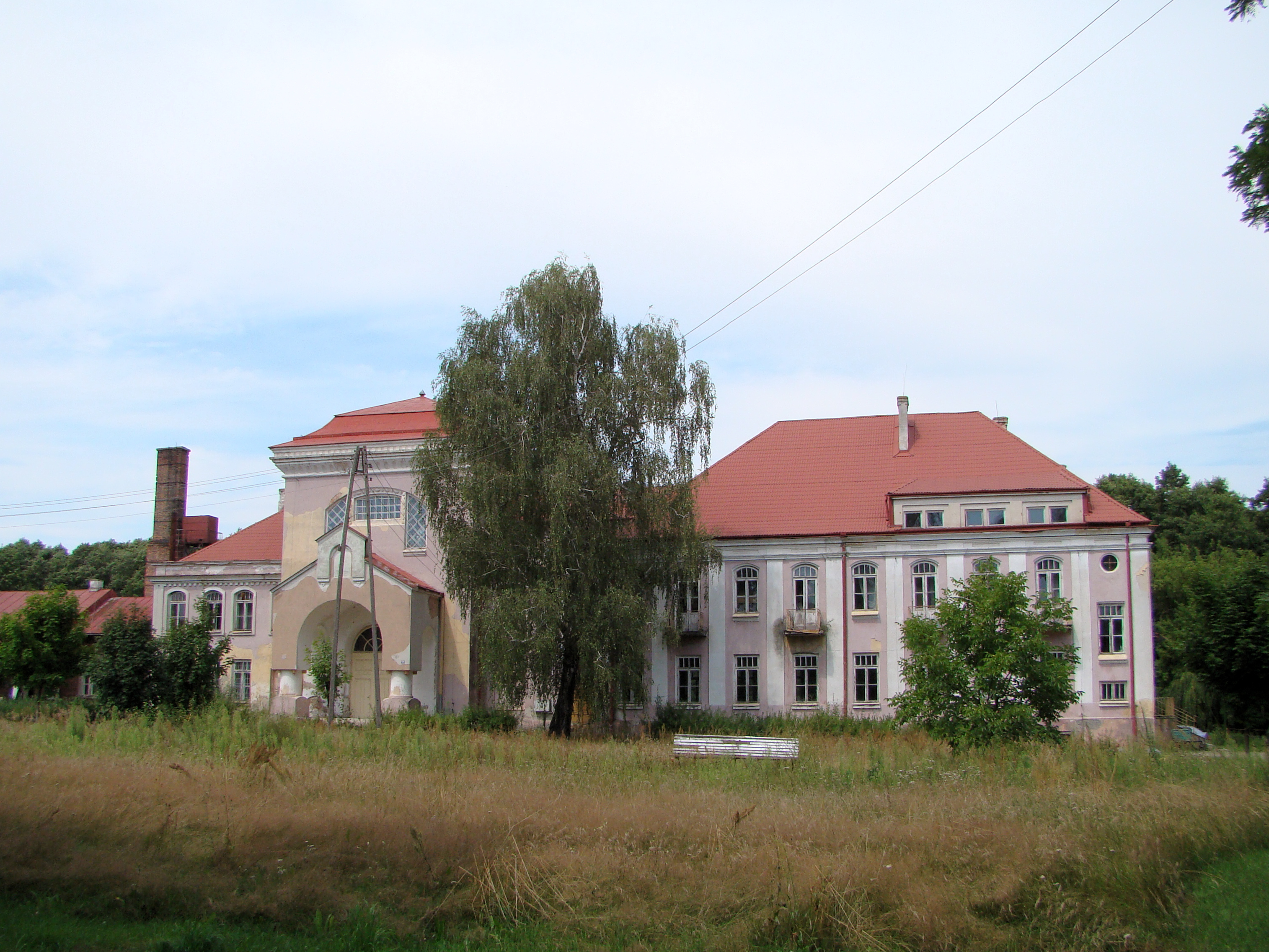
Ten sam budynek po przebudowie, widok z 2013

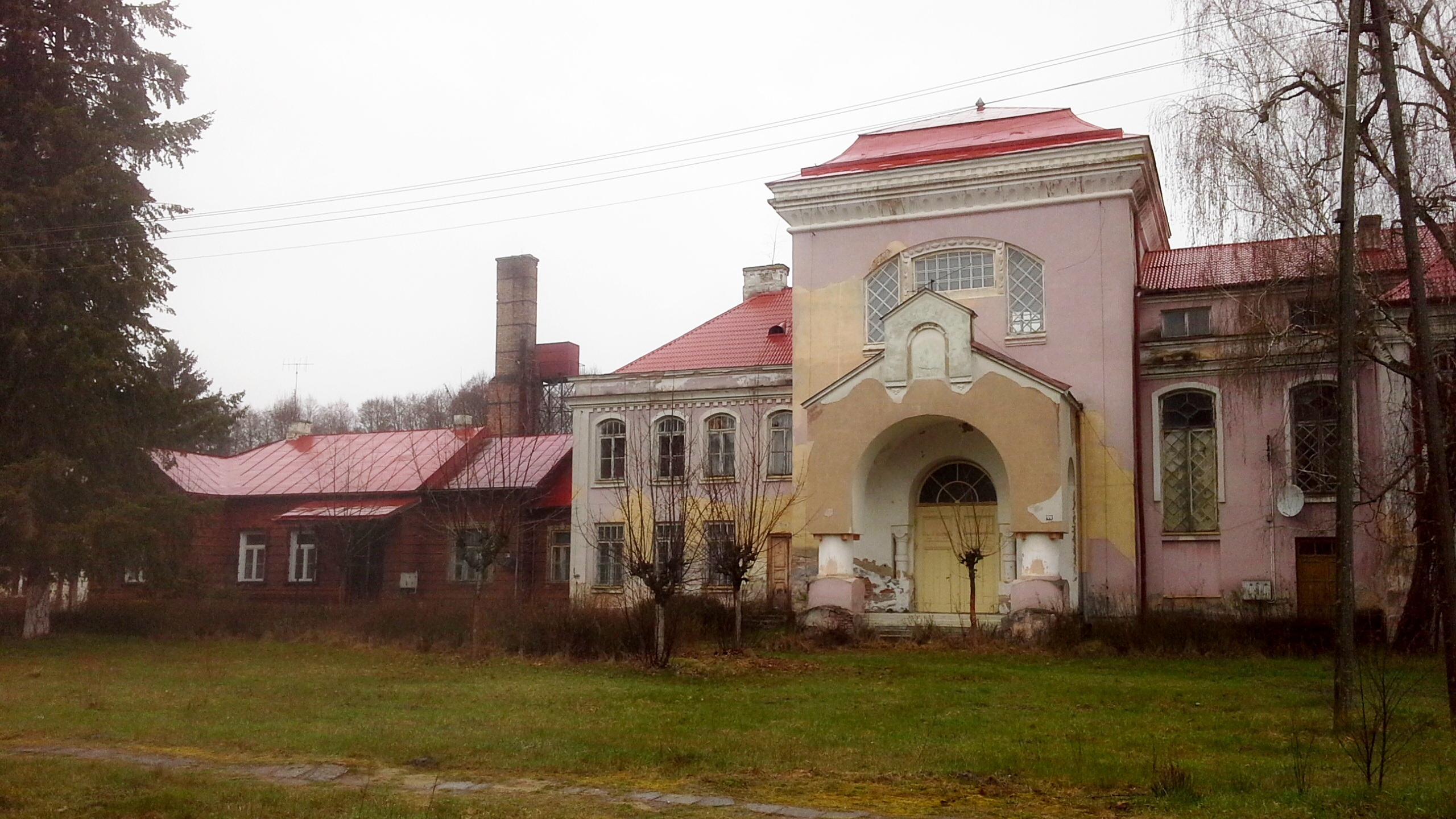
Dawna cerkiew i dom ihumeni (z lewej)

W II połowie XIX w. w Rosyjskim Kościele Prawosławnym nastąpił wyraźny wzrost liczby monasterów oraz zamieszkujących je mnichów i mniszek. Pojawił się ponadto typ klasztoru dotąd nieznany w rosyjskiej tradycji cerkiewnej – monastery ukierunkowane na pracę społeczną, niekontemplacyjne. Powstawały one głównie w zachodnich eparchiach Kościoła, tj. na terenach wcielonych do Rosji w toku trzech rozbiorów Polski. Monastery tego rodzaju otrzymywały znaczną pomoc finansową od rodziny carskiej oraz zamożnych ofiarodawców prywatnych; donatorzy pragnęli, by mnisi i mniszki przyczyniali się do poszerzania wpływów prawosławia, języka i kultury rosyjskiej na wymienionym obszarze. Pierwszym klasztorem niekontemplacyjnym w eparchii chełmsko-warszawskiej był powstały w 1889 żeński monaster Narodzenia Matki Bożej w Leśnej, na czele którego stanęła ihumenia Katarzyna (Jefimowska), współtwórczyni nowej koncepcji monasteru zaangażowanego społecznie. Zakonnice z tego klasztoru przyczyniły się następnie do powstania kilku następnych wspólnot monastycznych w tej eparchii, o podobnej regule: monasteru Chrystusa Zbawiciela w Wirowie, monasteru Przemienienia Pańskiego w Teolinie oraz monasteru św. Antoniego w Radecznicy. Urszula Pawluczuk pisze, że główną protektorką tego typu monasterów była caryca Aleksandra Fiodorowna, która po konwersji na prawosławie z luteranizmu stała się gorącą propagatorką swojej nowej religii.
W 1903 w Turkowicach została założona filia monasteru św. Antoniego w Radecznicy. Jej przełożoną została mniszka Magdalena (Gorczakowa), która zorganizowała nową wspólnotę według modelu znanego jej z Leśnej. Zakonnice prowadziły aptekę, szpital, szkołę pszczelarską i gospodarstwa wiejskiego, sierociniec, zaś od 1910 także seminarium nauczycielskie. Kierownicze godności w monasterze sprawowały Rosjanki, jednak ustalenie ogólnej ich liczby w całej wspólnocie nie jest możliwe. Kompleks zabudowań klasztornych został wzniesiony od podstaw. W momencie przyjazdu mniszek na miejscu działała jedynie drewniana cerkiew. Na potrzeby monasteru powstał pięciokopułowy sobór oraz zespół sześciu obiektów mieszkalno-użytkowych (pięć drewnianych, jeden murowany z cerkwią Świętych Sergiusza i Germana z Wałaamu) (według innego źródła – św. Eufrozyny Połockiej). Główna świątynia w zespole budynków była drewniana. Największa z jej cebulastych kopuł była położona ponad nawą obiektu, pozostałe, niższe i dłuższe, znajdowały się na strzelistych dachach namiotowych ponad przedsionkiem, prezbiterium i kaplicami bocznymi. Inwestycję współfinansował Świątobliwy Synod Rządzący. We wnętrzu głównej świątyni znajdował się trzyrzędowy złocony ikonostas wykonany w pracowni monasteru św. Antoniego w Radecznicy. Tam powstały również pozostałe ikony dopełniające wyposażenia świątyni. Wspólnota monastyczna posiadała również własny cmentarz. Całość zabudowań utrzymana była w stylu bizantyjsko-rosyjskim.
Klasztor był ważnym celem pielgrzymkowym. Tysiące pątników przybywało do wsi w dniach świąt Opieki Matki Bożej i Złożenia Szat Matki Bożej. Zachowała się anonimowa relacja z uroczystości, spisana przez osobę podpisującą się pseudonimem „Czerwonorusin”:

Wjeżdżamy do lasu i widzimy tysiące furmanek, a na placu nie tysiące a dziesiątki tysięcy ludzi. Widzicie Czerwonorusinów. Słyszycie przepiękną małoruską mowę nie jednego czy dwóch spotkanych ludzi, ale dziesiątków tysięcy małoruskiego ludu. W tym wielotysięcznym tłumie widzicie i starych i młodych, i młodzież, i mieszczan, i chłopów, i dużo inteligencji. Cały ten mieniący się tłum zebrał się z tomaszowskiego, chełmskiego, zamojskiego, krasnostawskiego i nawet z biłgorajskiego powiatu, a także i z sąsiedniego Wołynia, aby pokłonić się cudownemu obrazowi

W 1906 biskup chełmski Eulogiusz poprowadził uroczystość przeniesienia Turkowickiej Ikony Matki Bożej do monasterskiego soboru i ozdobił ją koszulką z drogimi kamieniami. Na ceremonii tej zebrało się 15 tys. wiernych. Monaster przyczynił się do utrzymania przy prawosławiu miejscowych byłych unitów po wydaniu aktu tolerancyjnego umożliwiającego im konwersję na katolicyzm w obrządku łacińskim.
W 1910, również przy poparciu biskup Eulogiusza, klasztor usamodzielnił się, zaś w 1912 uzyskał status monasteru I klasy. W przededniu I wojny światowej wspólnota liczyła 80 zakonnic, a na święta klasztorne przybywało nawet 30 tys. pielgrzymów. W 1915 mniszki z Turkowic wyjechały w głąb Rosji razem z przechowywaną w monasterze cudowną ikoną. Czasowo przebywały w monasterze Świętych Marty i Marii w Moskwie.
Jedną z riasofornych posłusznic w monasterze w Turkowicach przed 1915 była Paraskiewa (Matijeszyna), kanonizowana w 2000 przez Rosyjski Kościół Prawosławny jako święta mniszka wyznawczyni.
Podczas I wojny światowej w monasterze powstał niemiecki szpital zakaźny. Tylko cztery mniszki z pierwotnej wspólnoty zdecydowały się na powrót do Turkowic po zakończeniu działań wojennych. Towarzyszył im ks. Andrzej Bojczuk. Porzucone zabudowania monasterskie zostały jednak przejęte przez państwo polskie i przekazanie katolickiemu zgromadzeniu sióstr służebniczek, które zorganizowały w nich sierociniec, szkołę i dom opieki. W związku z tym próba reaktywacji klasztoru prawosławnego podjęta w 1919 przez zakonnice, które wróciły z bieżeństwa, była niemożliwa. Zakonnice zamieszkały w prywatnym domu na terenie wsi, następnie w Sahryniu do swojego domu zaprosił je gospodarz Kowalczuk. Polska policja oskarżyła je o działalność antypolską, władze lokalne niepokoił również fakt, że ks. Bojczuk bez ich zgody prowadził działalność duszpasterską. Ostatecznie również i ta część dawnej wspólnoty uległa rozproszeniu − mniszki zamieszkały w różnych klasztorach PAKP.

### Klasztor katolicki
W 1919, z polecenia polskich władz, zabudowania monasteru zostały zajęte przez placówkę Głównego Komitetu Pomocy Powracającym do Kraju. Komitet ten powołał na tym miejscu dom sierot wojennych, zarządzany przez katolicki zakon Służebniczek NMP. Od 1921 klasztorem kierowała s. Stanisława Polechajło. W 1924 kapelanem klasztornym został ks. Marian Dębski, który stanął równocześnie na czele Towarzystwa Rozwoju Ziem Wschodnich, koordynującego m.in. działania związane z akcją rewindykacji cerkwi prawosławnych i planowaną polonizacją regionu. Klasztor i działająca przy nim szkoła, w której wspólnie uczyły się dzieci pochodzenia polskiego i ukraińskiego, określany był jako ważny ośrodek polskości. Zmieniony został zewnętrzny wygląd kompleksu. Dawny sobór, pozbawiony opieki, niszczał po wyjeździe mniszek na bieżeństwo; ostatecznie został całkowicie rozebrany. Zniszczony został także cmentarz turkowickich mniszek.

### Próby odnowy monasteru przed II wojną światową

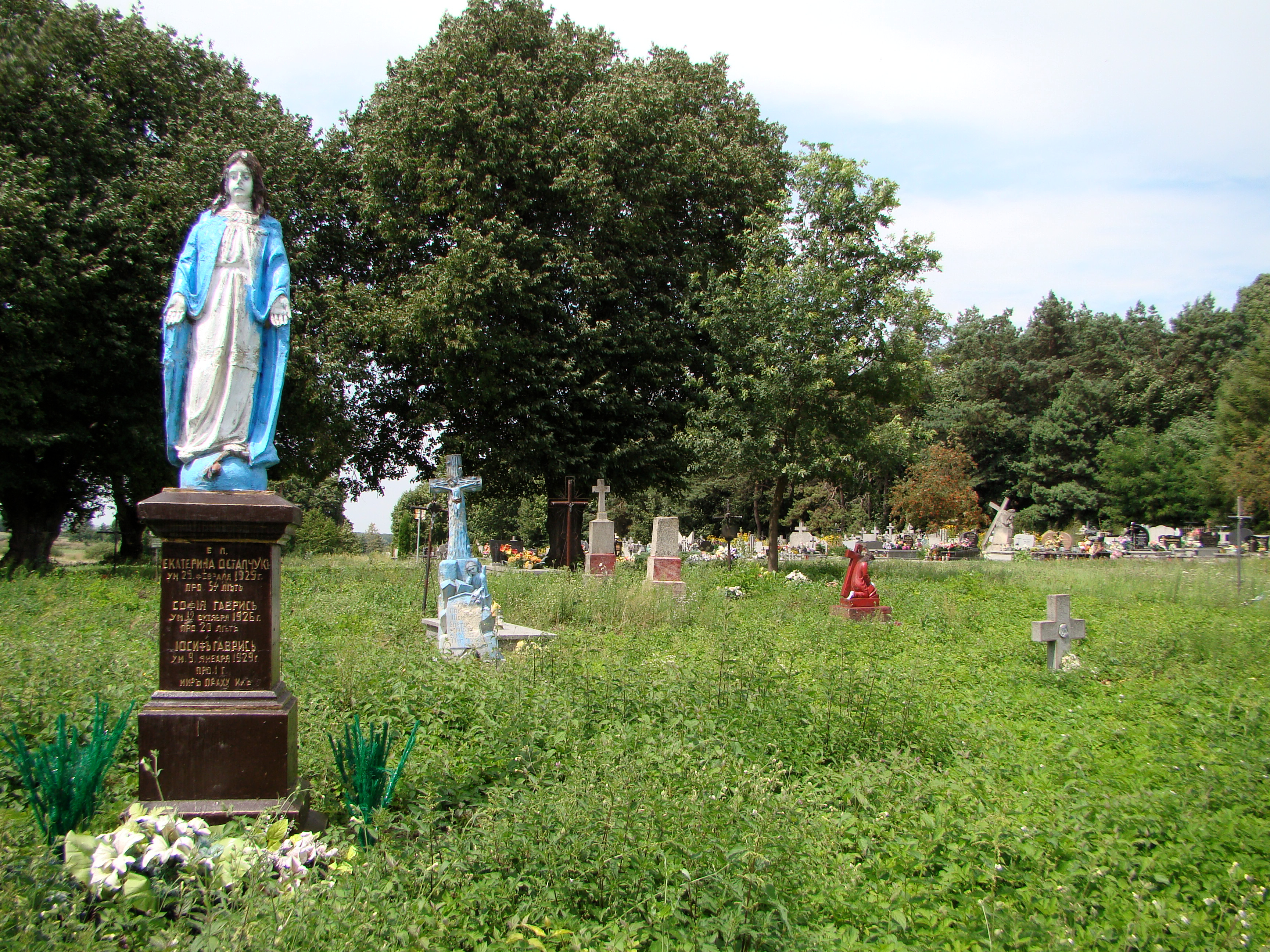
Prawosławna (starsza) część cmentarza w Turkowicach. Tutaj znajdowała się kaplica, która w latach 1924–1938 była centrum kultu Turkowickiej Ikony Matki Bożej

Według Grzegorza Pelicy kult Turkowickiej Ikony Matki Bożej zaczął się spontanicznie odradzać po 1927; inne źródło wskazuje, że pierwsze uroczystości liturgiczne ku jej czci po I wojnie światowej organizowano jeszcze trzy lata wcześniej. Trwałość kultu skłoniła Synod Biskupów Polskiego Autokefalicznego Kościoła Prawosławnego do wsparcia go poprzez działalność specjalnie wydelegowanych do Turkowic duchownych nieetatowych: mnichów Arseniusza (Baziaruka), Atanazego (Bokijewicza), Atanazego (Martosa), Józefa (Zabarnego), Warłaama (Jepifanowa) oraz Serafina (Samojlika). W rozwój kultu angażował się również arcybiskup łucki Aleksy. Pod koniec lat 30. Turkowice ponownie stały się celem pielgrzymkowym. Popularność kultu Turkowickiej Ikony Matki Bożej odzwierciedlają pieśni ludowe, w których wieś była wymieniana jako główne święte miejsce Chełmszczyzny, porównywalne z monasterem w Jabłecznej i z ławrą Poczajowską (pieśń o treści takiej o Turkowicach napisał ks. Dmytro Pawełko). W 1928 na święto ikony, zorganizowane na cmentarzu prawosławnym w Turkowicach, przybyło 12 tys. wiernych. Rok później zburzony został dawny sobór monasterski, oficjalnie z powodu złego stanu technicznego i braku przydatności „dla potrzeb państwowych”.
25 września 1931 metropolita warszawski i całej Polski Dionizy (Waledyński) skierował na stałe do wsi mnicha Atanazego (Martosa), jako proboszcza nieetatowej parafii, z poleceniem ponownej organizacji żeńskiego monasteru. Ok. 1933 mnich Atanazy (Martos) podjął pierwsze próby jego stworzenia, bez zgody ze stron władz polskich. Do Turkowic przybyła ihumenia Magdalena (Trojczuk), w tworzenie nowej wspólnoty miała również zaangażować się posłusznica Animansa z monasteru w Zimnem. Nie mogąc odzyskać zabudowań, jakimi dysponowały mniszki przed 1915, duchowni PAKP czynili starania na rzecz wykupu innych obiektów we wsi. Kontaktowali się w tym celu z właścicielami miejscowego dworu, rodziną Makomaskich, negocjując zakup dwóch mórg ziemi, które miały rzekomo służyć poszerzeniu prawosławnego cmentarza. Gdy Makomascy dowiedzieli się, że prawosławni pragną na tym gruncie wznieść budynek mieszkalny dla mniszek, zerwali transakcję i przekazali ziemię Kościołowi katolickiemu. Klasztor miał podlegać monasterowi św. Onufrego w Jabłecznej. W 1932 na kolejną uroczystość ku czci Turkowickiej Ikony Matki Bożej do wsi przybyło ok. 30 tys. prawosławnych. Do 1936 biskup lubelski Sawa zdołał zgromadzić w Turkowicach kilka mniszek, do formalnej restytucji klasztoru nigdy jednak nie doszło. Co więcej, w dniu rzymskokatolickiej Wielkanocy w 1938 lub 1939 miejscową ludność prawosławną przymuszono do przystąpienia do spowiedzi i Eucharystii w kościele (większość mieszkańców wsi niemal natychmiast powróciła jednak do prawosławia), zaś w lipcu 1938 kaplica prawosławna na cmentarzu w Turkowicach została zniszczona.

### II wojna światowa

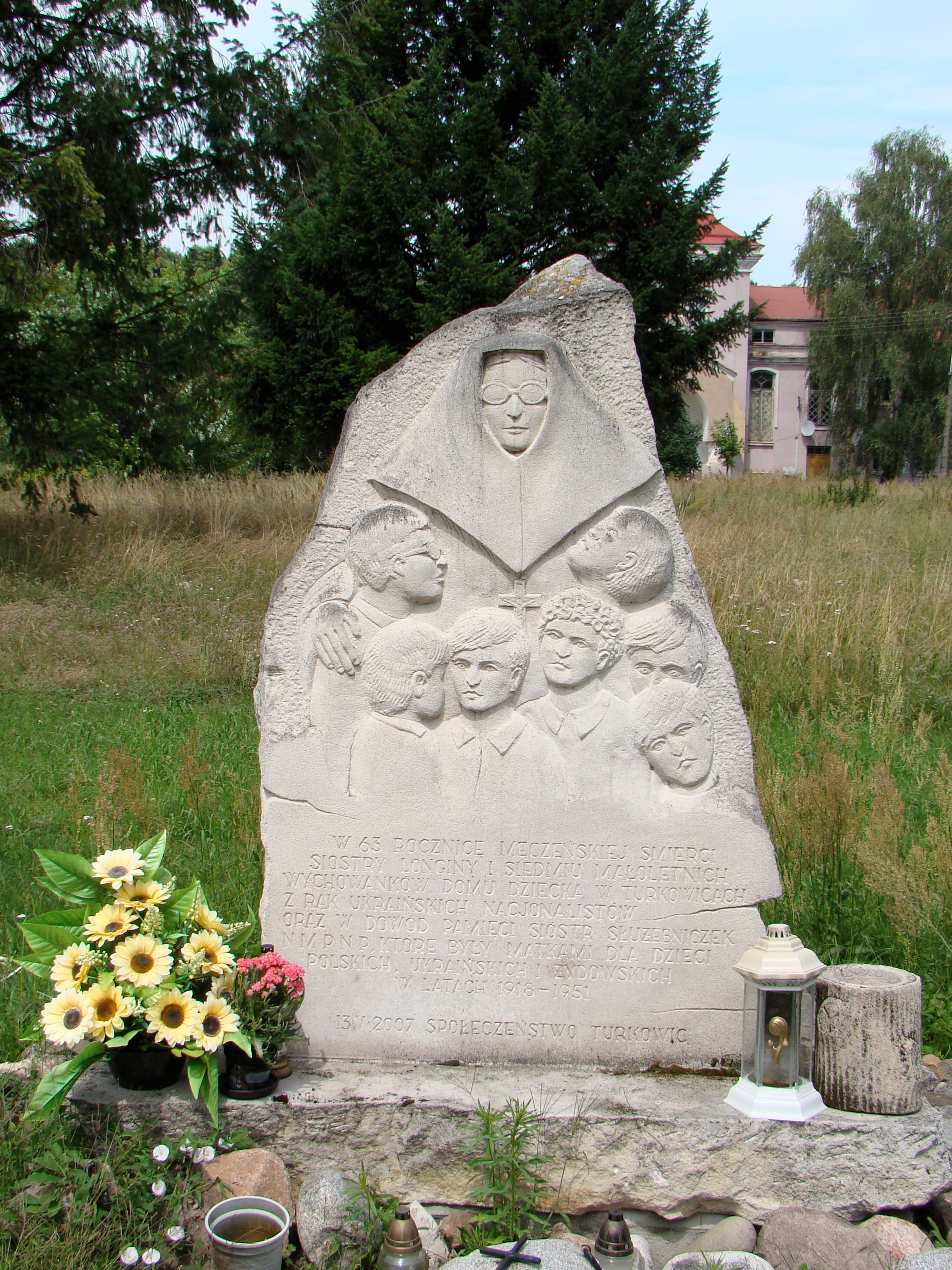
Pomnik siostry Longiny z Zakładu dla Sierot Wojennych sióstr służebniczek i wychowanków – ofiar ukraińskich nacjonalistów

W latach II wojny światowej prawosławne mniszki otrzymały zgodę na zamieszkanie w jednym z budynków klasztornych (dawniej zajmowanym przez szkołę), podczas gdy jego pozostałą częścią nadal administrowały zakonnice katolickie. Jedna z cerkwi klasztornych została zwrócona prawosławnym przez niemieckie władze okupacyjne. W czasie partyzanckich walk polsko-ukraińskich na Chełmszczyźnie, 10 marca 1944 polscy partyzanci w ramach dłuższej ofensywy spalili wieś Turkowice. Część mieszkańców uciekła do zakładu dla sierot, który zarówno przez polskie oddziały partyzanckie, jak i przez UPA, traktowany był jako teren neutralny. W czasie wojny katolickie zakonnice przechowały w nim ok. 300 dzieci, w tym żydowskich. Zakład dla Sierot Wojennych prowadzony przez siostry służebniczki działał w dawnym monasterze do 1951. Następnie w obiektach monasteru rozlokowano szkołę rolniczą i internat, jak również pierwszy w Polsce ośrodek szkolenia traktorzystów.
Prawosławne mniszki ostatecznie opuściły monaster w okresie wywózek ludności ukraińskiej wyznania prawosławnego z Chełmszczyzny (akcja „Wisła” i deportacje do ZSRR). W tym samym czasie zanikł kult Turkowickiej Ikony Matki Bożej.

### Reaktywacja klasztoru

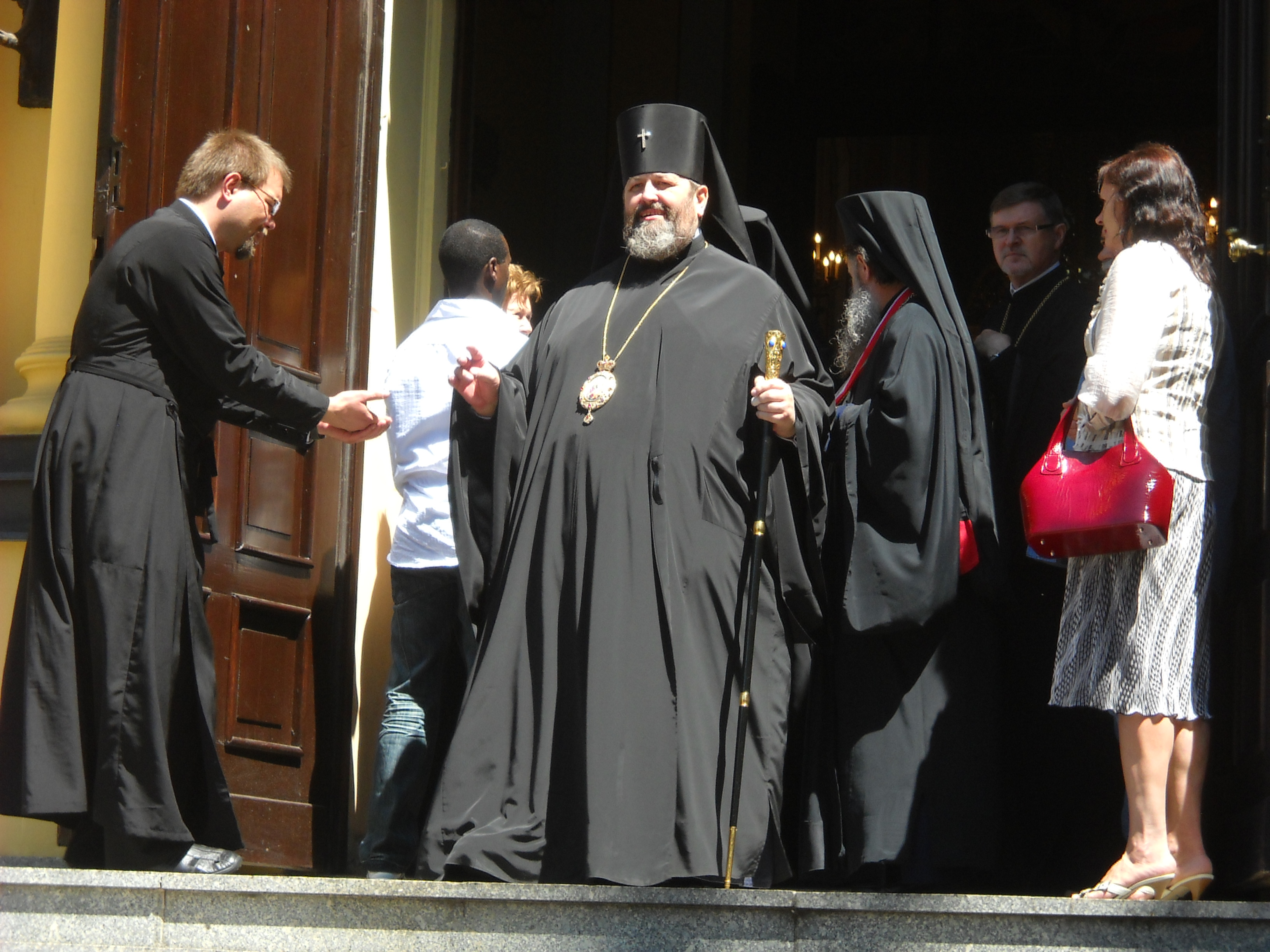
Arcybiskup Abel (Popławski)

W 1981 kapłan prawosławny służący w Hrubieszowie, ks. Grzegorz Ostapkowicz, zainspirowany do poszukiwań przez list Atanazego (Martosa), ówcześnie hierarchy Rosyjskiego Kościoła Prawosławnego poza granicami Rosji, odnalazł w zdewastowanej i zamienionej na szalet kapliczce napisaną w 1928 przez Piotra Zina kopię cudownej ikony. Zabrał ją z tego miejsca na polecenie metropolity warszawskiego i całej Polski Bazylego (Doroszkiewicza). Ikona została przewieziona do cerkwi św. Mikołaja w Tomaszowie Lubelskim, a następne do monasteru w Jabłecznej.

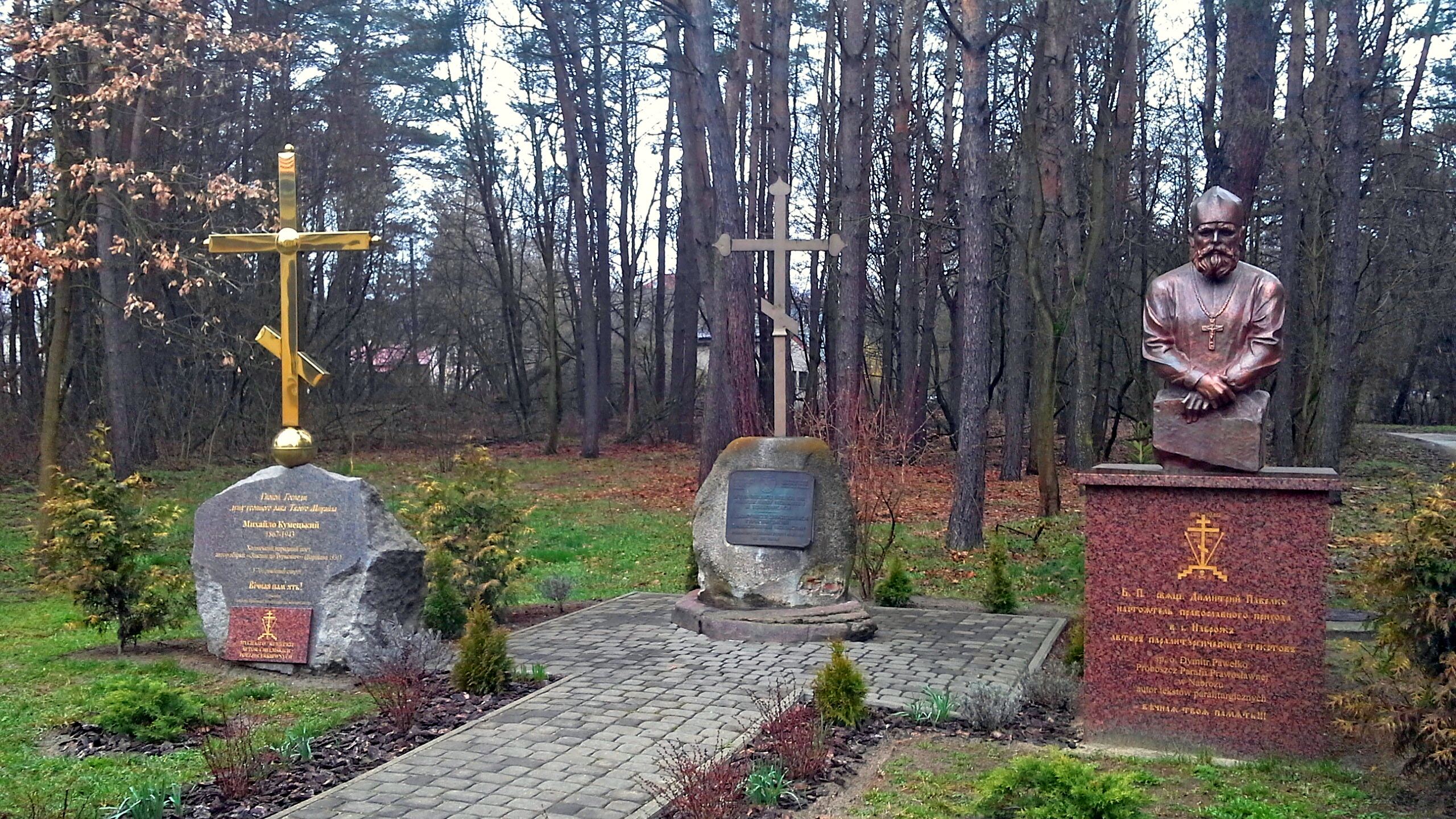
Pomniki przy monasterze w Turkowicach, od lewej: krzyż pamięci ks. Mychajły Kumeckiego, autora pieśni paraliturgicznych, krzyż upamiętniający istnienie monasteru w 1999, pomnik ks. Dmytra Pawełki, autora paraliturgicznej pieśni o Turkowicach

W 1993 arcybiskup diecezji lubelsko-chełmskiej Abel (Popławski) podjął starania na rzecz odzyskania przez Polski Autokefaliczny Kościół Prawosławny części dawnych obiektów klasztornych. Ostatecznie diecezja otrzymała zastępczą działkę w Witkowie oraz grunty i zabudowania dawnej Spółdzielni Hodowli Roślin w Korczminie, zaś w 1999 dodatkowo pięć arów ziemi na gruntach zajmowanych dawniej przez mniszki. W miejscu tym wzniesiony został krzyż pamiątkowy z napisem w języku polskim i ukraińskim. W tym samym czasie o zwrot zabudowań w Turkowicach starały się również siostry służebniczki. Ich wniosek został jednak odrzucony z powodu braku wymaganych dokumentów potwierdzających posiadanie przez nie w okresie międzywojennym prawa własności dla klasztoru. 
W 2006 z inicjatywy arcybiskupa Abla diecezja lubelsko-chełmska zakupiła jeden z dawnych budynków monasterskich, wystawiony do przetargu przez starostwo powiatowe w Hrubieszowie (Dom Ludowy, „czajnia”). W obiekcie tym urządzono cerkiew Opieki Matki Bożej. Te działania prawosławnej diecezji spotkały się z protestami senatora, prof. KUL Adama Bieli. W podaniu skierowanym do premiera Rzeczypospolitej Polskiej prosił on o powstrzymanie rusyfikacji regionu, której wyrazem miała być reaktywacja klasztoru prawosławnego. 
Równolegle Polski Autokefaliczny Kościół Prawosławny podjął starania na rzecz odnowienia żeńskiego życia monastycznego w tym miejscu. W 2007 na wykupionym budynku umieszczono krzyże prawosławne. 28 sierpnia 2008 klasztor żeński w Turkowicach został reaktywowany dekretem arcybiskupa lubelskiego i chełmskiego Abla. W roku następnym poświęcił on zabudowania klasztorne. W cerkwi monasterskiej znalazły się relikwie świętych męczenników pendelskich oraz św. kapłana Sergiusza Zacharczuka, jednego z męczenników chełmskich i podlaskich. Nabożeństwa na potrzeby mniszek od tej pory odprawiali duchowni dekanatu Zamość. Remont i adaptacja zakupionego budynku na cele sakralne były możliwe dzięki wsparciu finansowemu wiernych z innych Kościołów prawosławnych, a także dzięki funduszom ze skarbu państwa i z Europejskiego Funduszu Rozwoju Regionalnego.

### Funkcjonowanie odnowionego monasteru od 2008

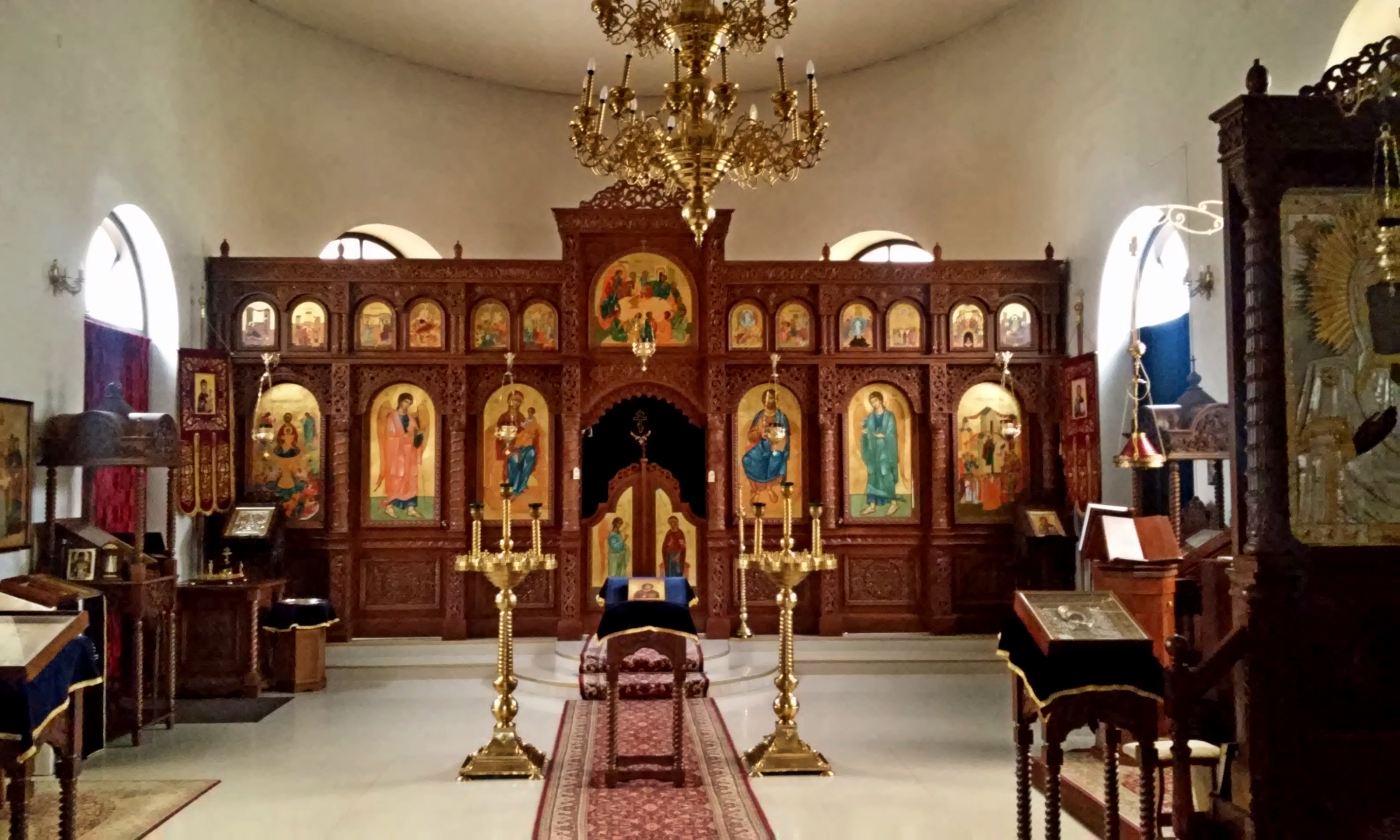
Wnętrze cerkwi monasterskiej

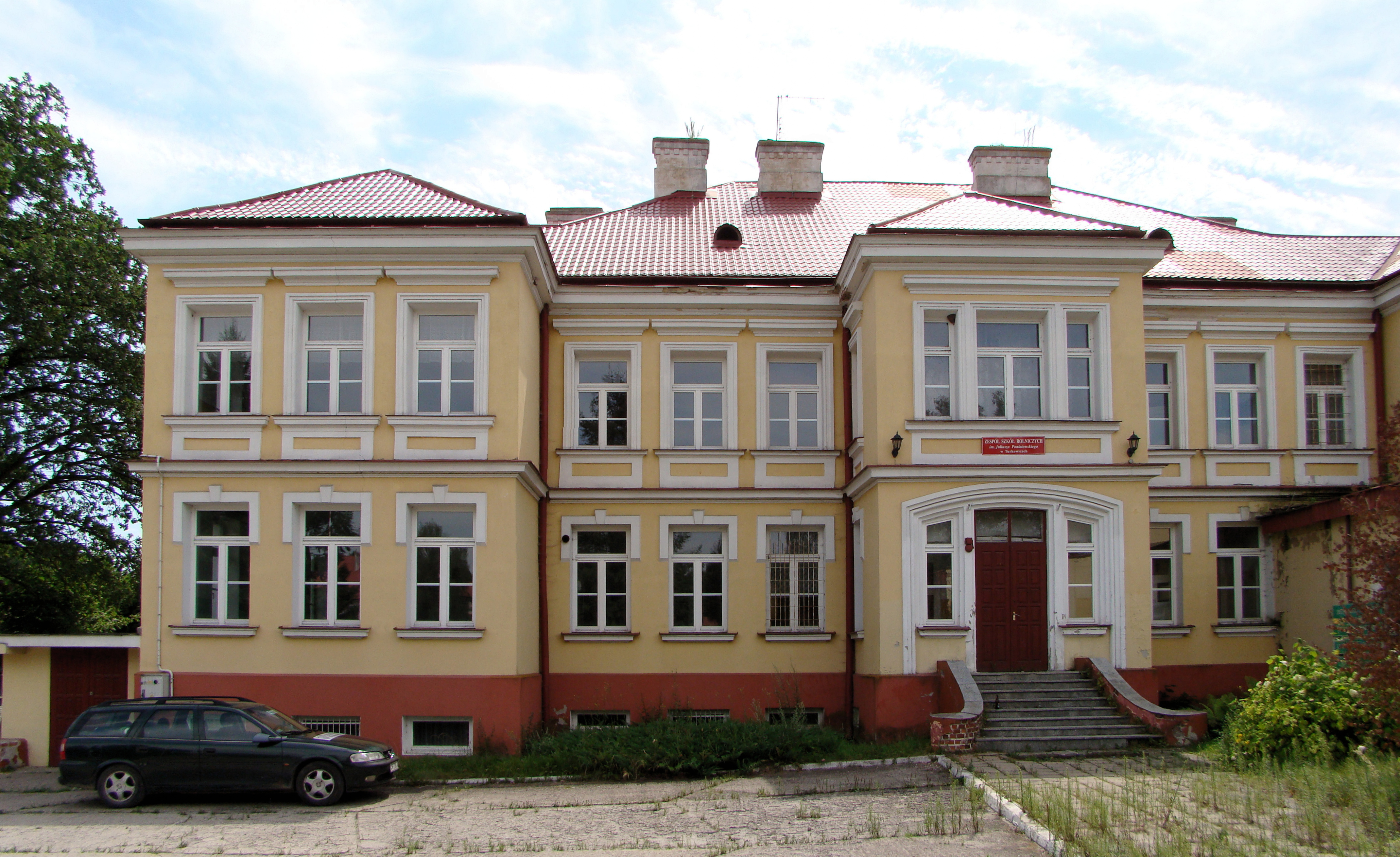
Budynek, w którym znajdowała się szkoła rolnicza

Na przełożoną wspólnoty, liczącej sześć mniszek i riasofornych posłusznic, została wyznaczona mniszka Eufalia (Zołotariew). 21 września 2009 zastąpiła ją riasoforna siostra Leoniła Krawczuk (od 5 grudnia 2010 mniszka Elżbieta) jako p.o. przełożonej. Mniszki przybyłe do Turkowic wcześniej należały do wspólnoty monastycznej na górze Grabarce. Wspólnota turkowicka była pierwszym żeńskim monasterem w diecezji lubelsko-chełmskiej. Życie monastyczne w reaktywowanym klasztorze opiera się na tych samych regułach, jakie obowiązywały w monasterze założonym w 1903. Do pierwszych wieczystych ślubów zakonnych w klasztorze doszło 7 grudnia 2009.
W 2010, w czasie dorocznych uroczystości ku czci Złożenia Szaty Matki Bożej, jakie odbywają się w Turkowicach 14 i 15 lipca, mnisi monasteru św. Onufrego w Jabłecznej przekazali wspólnocie mniszek najstarszą znajdującą się w Polsce kopię Turkowickiej Ikony Matki Bożej. Arcybiskup Abel (Popławski) umieścił również w klasztorze cząsteczkę relikwii świętej mniszki wyznawczyni Paraskiewy (Matijeszyny). Relikwie mniszki, kanonizowanej w 2000 jako jednej z Soboru Świętych Nowomęczenników i Wyznawców Rosyjskich, przekazał Polskiemu Autokefalicznemu Kościołowi Prawosławnemu metropolita wołokołamski Hilarion.
W 2012 wspólnotę tworzyło dziewięć mniszek – cztery przybyłe z Grabarki i pięć innych zakonnic, w tym dwie konwertytki z luteranizmu, pochodzące odpowiednio ze Słowacji i Węgier. Mniszki zajmują się pracą wydawniczą, opracowały m.in. żywot św. Paraskiewy Turkowickiej i wydały płytę z kazaniami św. Mikołaja Serbskiego. W 2022 r. wspólnota liczyła 9 zakonnic, w tym 4 mniszki i jedną nowicjuszkę. Monaster jest prawdopodobnie jedynym w Polsce ośrodkiem, gdzie podczas nabożeństw muzyka cerkiewna wykonywana jest w zgodzie z bizantyjską tradycją muzyczną.
W 2013 szkoła rolnicza, która zajmowała pozostałe budynki pomonasterskie, została zlikwidowana, a obiekty wystawione na sprzedaż.
25 kwietnia 2014 przełożonej monasteru, mniszce Elżbiecie (Krawczuk) została nadana godność ihumenii. W tym samym roku na terenie klasztoru zbudowany został pomnik ks. Dmytra Pawełki, autora paraliturgicznej pieśni o Turkowicach Wołyń Poczajiwom sływe.
W marcu 2019 r. na terenie monasteru rozpoczęto budowę drugiej cerkwi – pod wezwaniem św. Paraskiewy (Matijeszyny). Świątynia została oddana do użytku w lipcu 2021 r. 26 marca 2022 r. arcybiskup Abel poświęcił nowy budynek klasztorny.

#### Kontrowersje
Powrót zakonnic prawosławnych spotkał się z protestami miejscowej ludności, zwłaszcza członków powstałego w tym samym okresie Towarzystwa Miłośników Ziemi Turkowickiej. Zarówno władze lokalne, jak i przełożona klasztoru twierdzili jednak, że do eskalacji konfliktu nie doszło, zaś po kilku latach istnienia monasteru stosunek miejscowej ludności do mniszek jest całkowicie pozytywny. W Turkowicach nie ma obecnie prawosławnych, a jedynie ludzie, którzy mają wśród przodków osoby tego wyznania. W 2013 lubelska Gazeta Wyborcza poinformowała, że spór między monasterem a miejscową ludnością wybuchł na nowo. Jego wyrazem było nieudzielenie mniszkom zgody na budowę dzwonnicy i niewielkiej cerkwi na działce, która jest własnością klasztoru. Gmina Werbkowice długo nie zgadzała się również na wzniesienie na terenie monasteru drugiego budynku mieszkalnego. Ostatecznie monaster uzyskał pozwolenie zarówno na budowę świątyni, jak i budynku mieszkalnego.